# Hollow Rock
Hollow Rock es un pueblo ubicado en el condado de Carroll en el estado estadounidense de Tennessee. En el Censo de 2010 tenía una población de 718 habitantes y una densidad poblacional de 154,79 personas por km².

## Geografía
Hollow Rock se encuentra ubicado en las coordenadas 36°2′5″N 88°16′17″O / 36.03472, -88.27139. Según la Oficina del Censo de los Estados Unidos, Hollow Rock tiene una superficie total de 4.64 km², de la cual 4.61 km² corresponden a tierra firme y (0.56%) 0.03 km² es agua.

## Demografía
Según el censo de 2010, había 718 personas residiendo en Hollow Rock. La densidad de población era de 154,79 hab./km². De los 718 habitantes, Hollow Rock estaba compuesto por el 89.14% blancos, el 6.82% eran afroamericanos, el 0.42% eran amerindios, el 0.56% eran asiáticos, el 0% eran isleños del Pacífico, el 0.42% eran de otras razas y el 2.65% pertenecían a dos o más razas. Del total de la población el 1.67% eran hispanos o latinos de cualquier raza.